# Perseids
Perseids là một trận mưa sao băng liên hoàn liên quan đến sao chổi Swift – Tuttlepresent. Các sao băng được gọi là Perseids vì từ vị trí đó chúng xuất hiện mưa sao băng (được gọi là điểm phát) nằm trong chòm sao Anh Tiên.

## Đặc trưng

Điểm bức xạ của trận mưa sao băng Perseid.

Một thiên thạch Perseids với kích thước khoảng 10 mm đi vào bầu khí quyển của Trái đất được ghi lại với tốc độ chậm (x0,1). Thiên thạch nằm ở đầu sáng của đường mòn và ánh sáng tái tổ hợp của tầng trung lưu ion hóa vẫn có thể nhìn thấy trong khoảng 0,7 giây ở phần đuôi.
(Biến thể của hoạt ảnh trong thời gian thực)

### Thời gian cao điểm

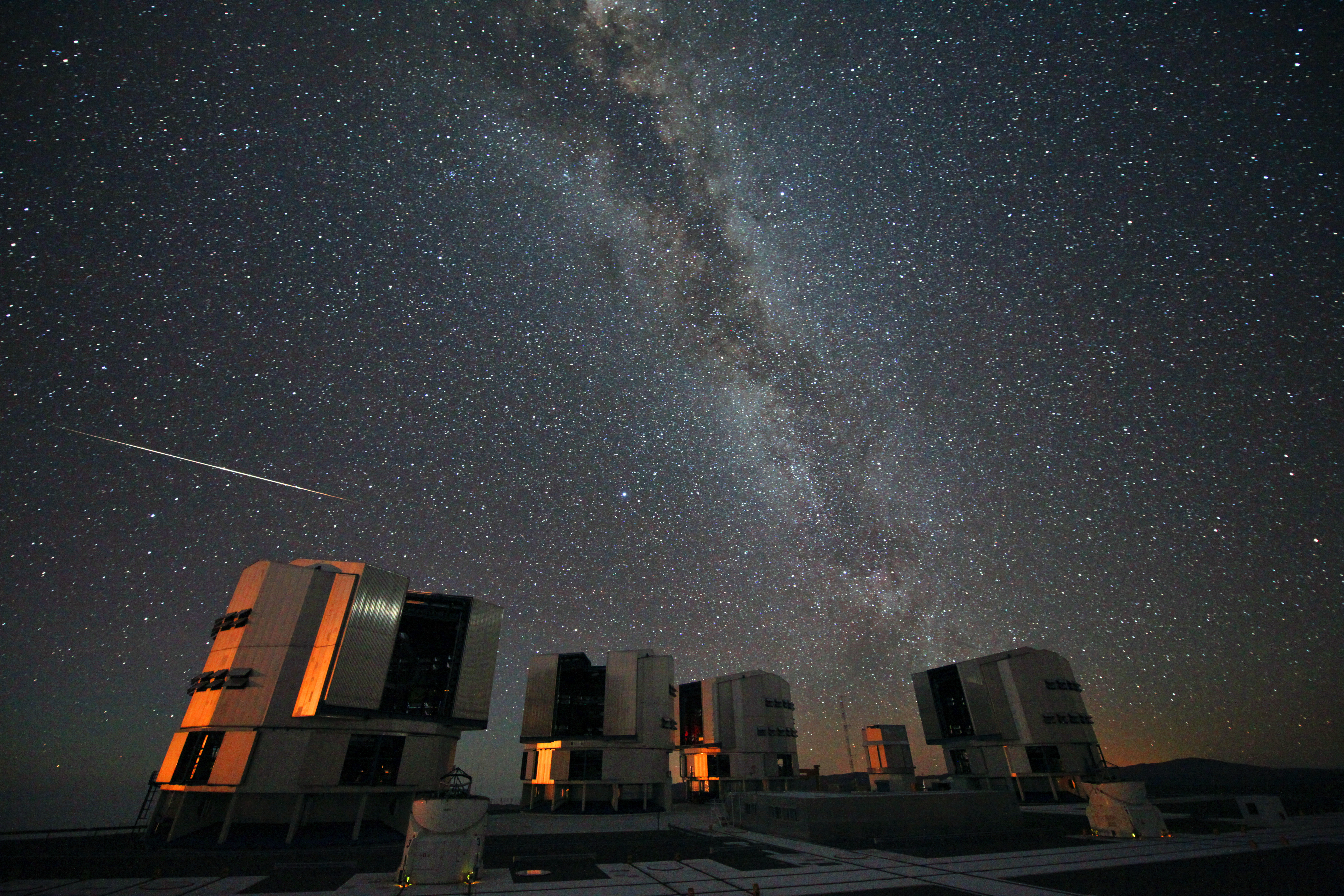
Mưa sao băng Perseids vào năm 2010 do VLT ghi lại của ESO.

## Các quan sát và liên tưởng lịch sử

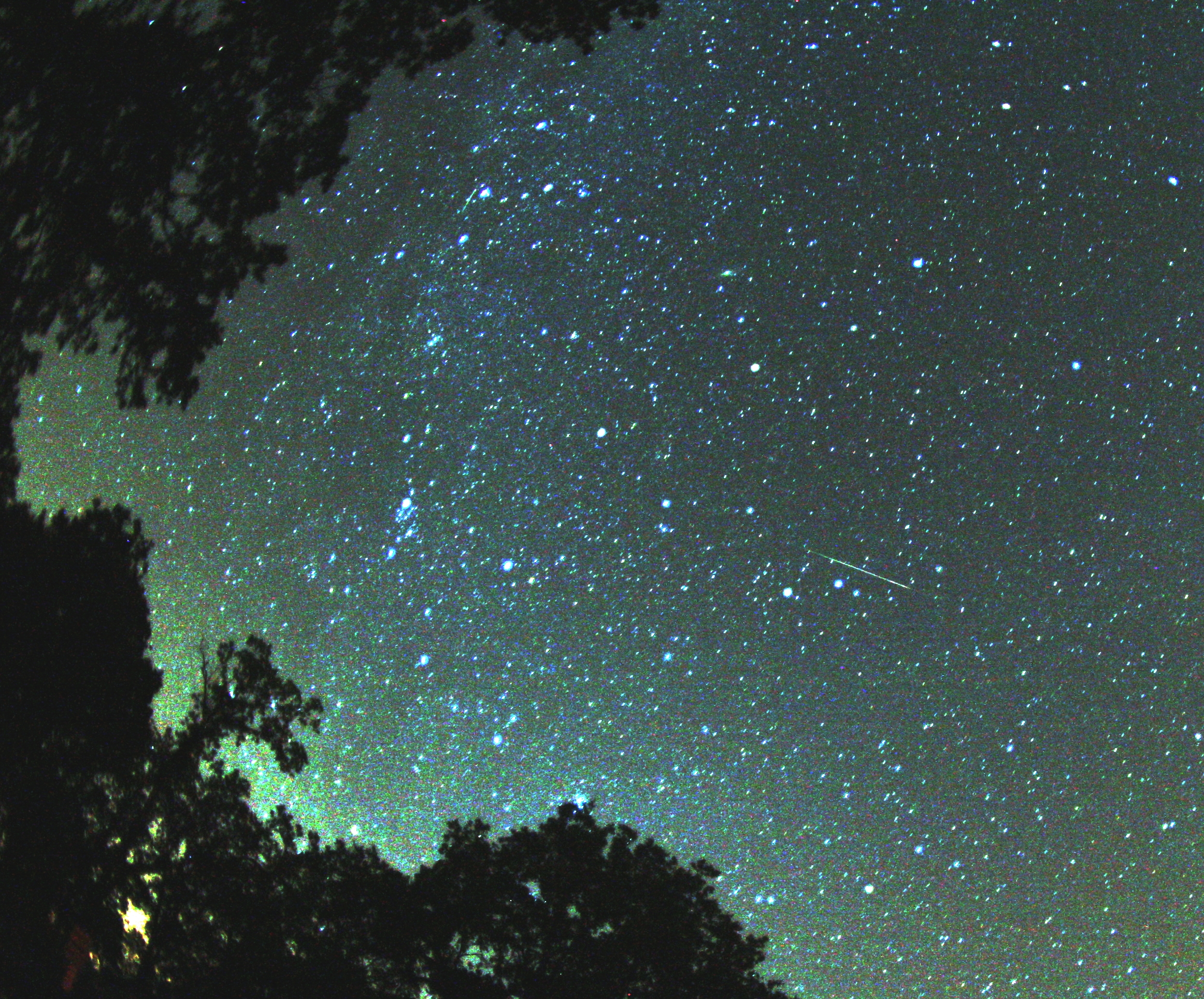
Mưa sao băng Perseid vào năm 2007